# Juhan Parts

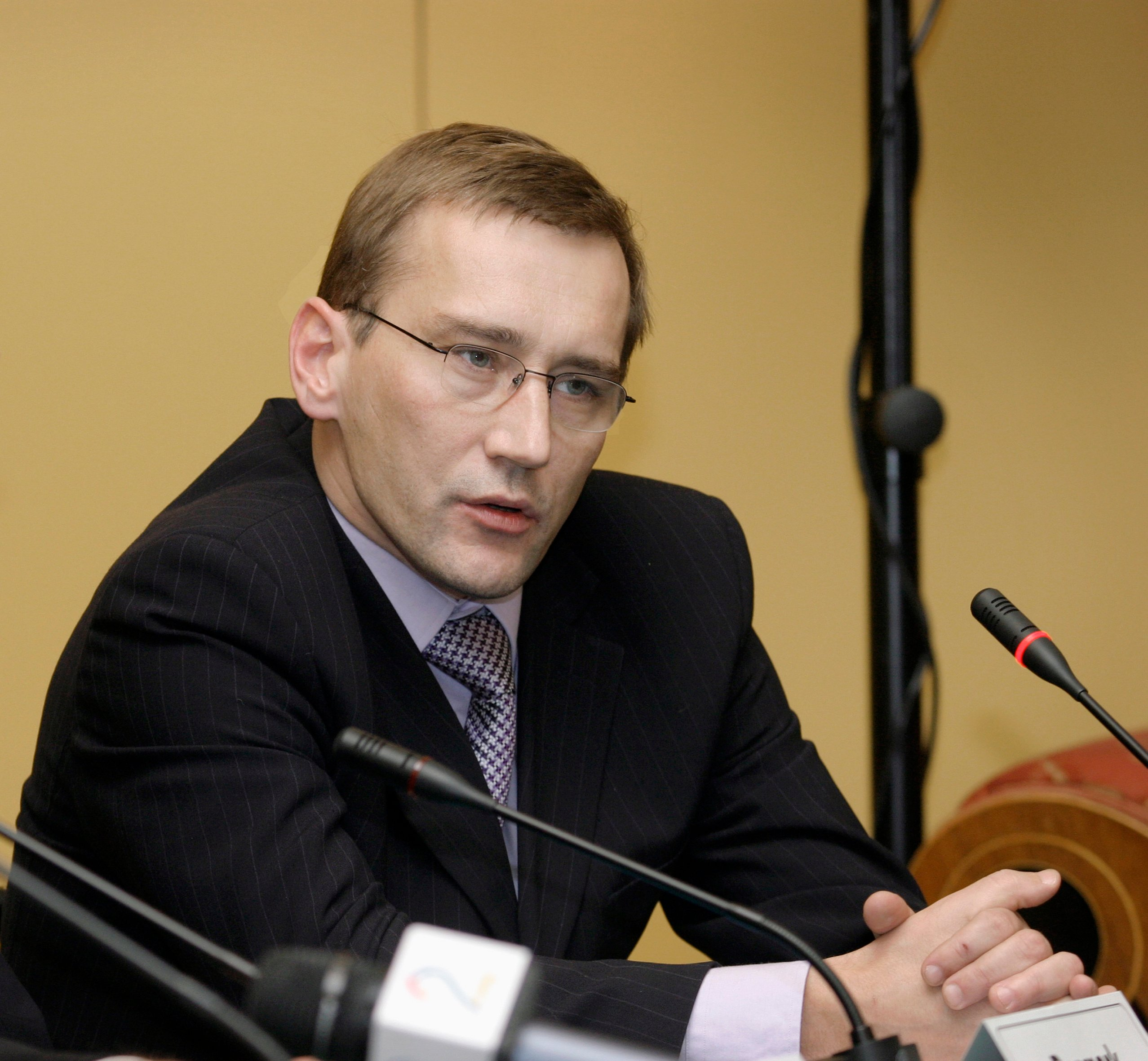
Juhan Parts (2003)

Juhan Parts (* 27. August 1966 in Tallinn) ist ein estnischer Politiker. Er war von März 2003 bis März 2005 Ministerpräsident und seit 2002 Vorsitzender der rechtsliberalen estnischen Partei Res Publica.

## Biografie
Nach dem Abitur am Gustav-Adolf-Gymnasium in Tallinn (damals 1. Tallinner Oberschule) studierte er Rechtswissenschaften an der Universität Tartu (früher Dorpat).
Im Anschluss erhielt er sofort eine Position im estnischen Justizministerium. Er gehörte zu einer jungen Gruppe von Politikern, die schnelle und umfassende Reformen zum Zwecke größerer Transparenz, schnellen Fortschritts und einer liberalen Wirtschaftspolitik durchsetzen wollten. Im Blickfeld stand ebenfalls und von Anfang an die Integration in die EU und in die NATO.

### Generalauditor
Von 1998 bis 2002 war Parts Generalauditor, einem Amt ähnlich dem Präsidenten des Bundesrechnungshofes. In dieser nahezu unkündbaren und sehr privilegierten Position, einer Besonderheit der estnischen Verfassung, übte er starke und häufige Kritik an den von ihm nicht unterstützten Regierungskoalitionen.

### Mitgründer von Res Publica
Parts gehörte zu den Mitgründern der Partei Res Publica, die sich aus der konservativ-liberalen Jugendorganisation gleichen Namens des nationalistischen Parteienbündnisses Isamaa („Vaterland“; später Isamaaliit) herausgebildet hatte. Sie hat wirtschaftsliberalen und ansonsten sehr technikfreundlichen Charakter. Allgemein kann sie jedoch als technokratisch und/oder liberal im libertären Sinne bezeichnet werden; die häufig in der deutschen Presse zu findende Einordnung als konservativ ist nicht korrekt. Sie gehört der Europäischen Volkspartei an.

### Ministerpräsident
Nachdem diese sehr jugendliche Partei (kaum Mitglieder über 30 Jahre) bei den Parlamentswahlen 2003 völlig überraschend knapp die größte Partei wurde – wohl wegen ihrer Unverbrauchtheit und Neuheit –, wurde Parts Ministerpräsident einer Drei-Parteien-Koalition aus Res Publica, Rahvaliit (Volksunion) und Eesti Reformierakond (Reformpartei). Sein Regierungsstil war geprägt von Orientierung auf die Mitgliedschaft Estlands in der Europäischen Union und auf Estlands wirtschaftlichen Erfolg insbesondere auf dem Gebiet der Innovation. Staatsorganisatorisch verfolgte er eher Ziele, die denen Margaret Thatchers ähnelten. Parts war Ministerpräsident zur Zeit des EU-Beitritts am 1. Mai 2004.
Seit etwa dieser Zeit, Mitte 2004, stand Parts aber aufgrund seiner Führungsschwäche gegenüber den Res-Publica-Führern, die oft auch Ministerämter innehatten (Ken-Marti Vaher, Taavi Veskimägi, Urmas Reinsalu) und der als mangelhaft und einseitig empfundenen Leistungen der Regierung stark in der öffentlichen Kritik; seine Umfragewerte und die der Partei fielen auf um die 5 % ab. Hinzu kamen Querelen mit dem wichtigsten Koalitionspartner, der marktradikal-libertären Reformpartei (Reformierakond), die in den Umfragen ein Mehrfaches vor der Res Publica lag, in Parlament und Regierung aber um weniger Einfluss verfügte.

### Rücktritt als Ministerpräsident
Im Frühjahr 2005 entließ Parts die Außenministerin Kristiina Ojuland, in deren Ministerium Akten abhandengekommen waren, ohne deren Partei Reformierakond vorab zu informieren. Als im März bekannt wurde, dass der Justizminister Ken-Marti Vaher, der wegen verschiedener Verfehlungen (u. a. über 100 Strafzettel wegen überhöhter Geschwindigkeit) sehr umstritten war, ein Quotensystem von Mindestzahlen von der Korruption zu überführenden Beamten pro Landkreis entwickelt hatte (ohne Rücksicht auf wirklich vorliegende Korruption), wurde dies mit stalinistischen Säuberungsmethoden verglichen und es zeichnete sich ein Misstrauensvotum gegen Vaher ab. Parts verband sein politisches Schicksal mit dem Vahers und als das Misstrauensvotum am 21. März dennoch angenommen wurde, trat Parts vom Amt des Ministerpräsidenten zum 24. März 2005 zurück. Nachfolger wurde Anfang April der Vorsitzende der Reformierakond und vormalige Wirtschaftsminister Andrus Ansip.

### Wirtschafts- und Kommunikationsminister
Mit der Bildung des zweiten Kabinetts von Andrus Ansip am 4. April 2007 wurde Parts überraschend Wirtschafts- und Kommunikationsminister. Er behielt dieses Amt auch im dritten Kabinett von Ministerpräsident Ansip, das im April 2011 vereidigt wurde. Mit dem Ende der Regierungskoalition im März 2014 schied Parts aus dem Kabinett aus.